# 西新井 (足立区)
西新井（にしあらい）は、東京都足立区の町名。現行行政地名は西新井一から七丁目。住居表示実施済区域。

## 地域
汎称地名として西新井駅や大師前駅を中心に、西新井、西新井本町、西新井栄町、栗原周辺地域を指すこともある。現行行政地名の「西新井一～七丁目」は住居表示実施済み区域である。西新井駅は西新井地域の東端にある。隣接する地域は、北は西伊興および伊興、東は栗原、南は西新井本町、西は江北および谷在家。
- 駅前の日清紡績跡地で、アリオ西新井の開業、分譲マンション建設などの再開発が行われている。（西新井ヌーヴェル）将来的には東京都道318号環状七号線（環七通り）沿いに東西に結ぶ鉄道メトロセブンが計画中であるが進展していない。
- 西新井大師の西側の尾久橋通りには日暮里・舎人ライナーが2008年（平成20年）3月30日に開業した（最寄りの駅は西新井大師西駅である）。
- 西新井大師は関東三大師の1つ。西新井大師を参照のこと。

### 地価
住宅地の地価は、2025年（令和7年）1月1日の公示地価によれば、西新井1-32-3の地点で37万円/m2、西新井3-13-2の地点で31万9000円/m2、西新井7-9-3の地点で35万円/m2となっている。

## 地名
西新井という地名は、826年（天長3年）空海が加持祈祷をした際に水が湧き出てできたという總持寺（西新井大師）内の井戸が本堂の西側にあったことから。江戸時代には總持寺（西新井大師）の門前町として発展した。

## 世帯数と人口
2025年（令和7年）1月1日現在（足立区発表）の世帯数と人口は以下の通りである。
| 丁目         | 世帯数     | 人口     |
| ------------ | ---------- | -------- |
| 西新井一丁目 | 1,625世帯  | 2,844人  |
| 西新井二丁目 | 1,579世帯  | 2,862人  |
| 西新井三丁目 | 1,921世帯  | 3,957人  |
| 西新井四丁目 | 2,137世帯  | 4,160人  |
| 西新井五丁目 | 1,477世帯  | 2,668人  |
| 西新井六丁目 | 2,151世帯  | 3,618人  |
| 西新井七丁目 | 1,070世帯  | 1,829人  |
| 計           | 11,960世帯 | 21,938人 |

### 人口の変遷
国勢調査による人口の推移。
| 年                 | 人口   |
| ------------------ | ------ |
| 1995年（平成7年）  | 18,893 |
| 2000年（平成12年） | 18,659 |
| 2005年（平成17年） | 19,110 |
| 2010年（平成22年） | 20,468 |
| 2015年（平成27年） | 20,623 |
| 2020年（令和2年）  | 22,381 |

### 世帯数の変遷
国勢調査による世帯数の推移。
| 年                 | 世帯数 |
| ------------------ | ------ |
| 1995年（平成7年）  | 7,151  |
| 2000年（平成12年） | 7,429  |
| 2005年（平成17年） | 7,939  |
| 2010年（平成22年） | 9,335  |
| 2015年（平成27年） | 9,274  |
| 2020年（令和2年）  | 10,809 |

## 学区
区立小・中学校に通う場合、学区は以下の通りとなる（2023年4月時点）。なお、足立区では学校選択制度を導入しており、区内全域から選択することが可能。ただし、小学校に関しては、2018年（平成30年）度から学区域または学区域に隣接する学校のみの選択になる。
| 丁目         | 番地 | 小学校                   | 中学校               |
| ------------ | ---- | ------------------------ | -------------------- |
| 西新井一丁目 | 全域 | 足立区立西新井第一小学校 | 足立区立西新井中学校 |
| 西新井二丁目 | 全域 | 足立区立西新井第二小学校 | 足立区立西新井中学校 |
| 西新井三丁目 | 全域 | 足立区立西伊興小学校     | 足立区立西新井中学校 |
| 西新井四丁目 | 全域 | 足立区立西新井第二小学校 | 足立区立西新井中学校 |
| 西新井五丁目 | 全域 | 足立区立西新井第二小学校 | 足立区立西新井中学校 |
| 西新井六丁目 | 全域 | 足立区立西新井第一小学校 | 足立区立西新井中学校 |
| 西新井七丁目 | 全域 | 足立区立西新井第一小学校 | 足立区立西新井中学校 |

## 事業所
2021年（令和3年）現在の経済センサス調査による事業所数と従業員数は以下の通りである。
| 丁目         | 事業所数  | 従業員数 |
| ------------ | --------- | -------- |
| 西新井一丁目 | 176事業所 | 1,229人  |
| 西新井二丁目 | 99事業所  | 632人    |
| 西新井三丁目 | 51事業所  | 499人    |
| 西新井四丁目 | 144事業所 | 1,123人  |
| 西新井五丁目 | 121事業所 | 1,637人  |
| 西新井六丁目 | 133事業所 | 1,413人  |
| 西新井七丁目 | 87事業所  | 1,211人  |
| 計           | 811事業所 | 7,744人  |

### 事業者数の変遷
経済センサスによる事業所数の推移。
| 年                 | 事業者数 |
| ------------------ | -------- |
| 2016年（平成28年） | 802      |
| 2021年（令和3年）  | 811      |

### 従業員数の変遷
経済センサスによる従業員数の推移。
| 年                 | 従業員数 |
| ------------------ | -------- |
| 2016年（平成28年） | 6,084    |
| 2021年（令和3年）  | 7,744    |

## 交通

### 鉄道
- 東武大師線：大師前駅（一丁目）

この他、東武伊勢崎線・東武大師線の西新井駅（西新井栄町）、東京都交通局日暮里・舎人ライナーの西新井大師西駅（江北）も当地域から利用可能である。
未成線では、メトロセブン（環七高速鉄道）および池袋・竹ノ塚新線（竹ノ塚・王子・池袋線、池竹新線）が当地域を通過する予定となっている。

### 主要道路
- 東京都道318号環状七号線（環七通り）
- 東京都道461号吾妻橋伊興町線（都市計画道路補助100号尾竹橋通り）
- 東京都道307号王子金町江戸川線（江北バス通り）
- 東京都道58号台東川口線（都市計画道路放射11号尾久橋通り）
- 本木新道
- 七曲街道

### 路線バス
- 都営バス
- 東武バスセントラル
- 国際興業バス
- 日立自動車交通（はるかぜ）

## 主な施設
- 西新井大師（西新井1丁目）
- 西新井西公園（西新井6丁目）
- 昭愛会　水野記念病院（西新井6丁目）
- 大内病院　（西新井５丁目）
- 玉の井部屋

### 学校
- 足立区立西新井第一小学校
- 足立区立西新井第二小学校
- 足立区立西新井中学校
- 東京都立足立工科高等学校
- 聖和看護専門学校

## 歴史
- 1952年（昭和27年）4月7日：足立区立西新井小学校から独立して西新井第一小学校が開校。
- 1962年（昭和37年）：足立工業高校開校。現在地には1963年（昭和38年）3月に移転。当時の住所は伊興町諏訪木2244番地。
- 1964年（昭和39年）9月1日：西新井第一小学校から独立して西新井第二小学校開校。西新井第三団地の入居が8月だったために開校が遅れた。
- 1967年（昭和42年）3月15日：西新井一 - 六丁目に住居表示実施。一、二、五、六丁目は、西新井町、栗原町（一部）。三丁目は西新井町と伊興町諏訪木（一部）。四丁目は西新井町、伊興町槐戸（一部）、伊興町諏訪木（一部）。
- 1971年（昭和46年）5月1日：西新井七丁目に住居表示実施。西新井町、谷在家町、上沼田町、高野町の一部。
- 1975年（昭和50年）4月1日：西新井中学校開校。
- 1987年（昭和62年）10月10日：西新井四丁目41-45番に住居表示（それまでは40番まで）。41-43番は西伊興町69番地、44-45番は西伊興町70番地からの変更であった（元々は伊興町槐戸）。

## その他

### 日本郵便
- 郵便番号 : 123-0841[3]（集配局 : 足立西郵便局[16]）。